# フタギ
フタギは、かつて日本の兵庫県姫路市に本社を置き、同県内で展開していたスーパーマーケットのチェーンストアである。
1970年（昭和45年）に三重県のオカダヤチェーン他と合併してジャスコ（2代目）となり、現在のイオングループの源流となった企業の一つ。赤地に数字の「二」を表す二重の円で取り囲んだ木をデザインして「フタギ」を表す意匠を使用していた。

## 沿革
1937年（昭和12年）11月3日に姫路市で二木一一が創業したフタギヤ洋品店を源流とする。フタギヤ洋品店は1945年（昭和20年）7月3日の姫路空襲で店舗を全焼したが、翌1946年（昭和21年）9月に復興店舗で営業を再開。1949年（昭和24年）7月にフタギ株式会社として資本金100万円で法人化した。この当時は戦中からの物資不足で衣料の購入が配給制となっていたが、都市部で多くの小売業者が闇市へ商品を横流しする中でフタギは法令遵守を掲げて配給切符による取引を徹底し、1950年（昭和25年）に衣料の配給制度が終了した時点では店舗面積20m2弱の小規模に関わらず大丸神戸店、神戸そごう（現：神戸阪急）、三越神戸支店に次ぐ県下第4位、姫路市では第1位の切符取扱高を記録している。
法人化後の1950年10月17日、姫路市西紺屋町6番地に新本店をオープンしたのち1953年（昭和28年）に隣接地を買い取って「良品廉価」を掲げる「よしみ市」を始める。この頃から衣料だけでなく生鮮食品に事業を拡大し、多店舗経営によるスーパーマーケットへと舵を切ることになった。
1960年（昭和35年）、一一の次男で後に常務となる二木英徳が入社。この時期にアメリカ合衆国のスーパーマーケットを視察した一一は、店舗の前に車がいっぱいの駐車場が広がる光景を見て衝撃を受け「日本でも同じように駐車場なしでは商売が成り立たなくなる」と確信を抱く。1967年（昭和42年）の時点では姫路市を中心に西播磨地域を拠点としつつ神戸市や阪神間にも店舗網を拡大し、兵庫県下に22店舗を展開する有力チェーンへ成長していた。
1968年（昭和43年）、全店舗の総売場面積を2倍に拡大する計画を発表。この時期、一一は三重県で年商100億円超の岡田屋を経営する岡田卓也と「東レサークル」（東レが全国の小売業支援組織として立ち上げていた任意団体）で隣席したことを機に親交を深め、フタギと岡田屋で共同仕入れを行う合弁会社の設立構想が浮上する。この構想に大阪府の北摂地域を拠点とするシロが加わり、1969年（昭和44年）2月に3社でジャスコ（初代）を設立。
翌1970年（昭和45年）3月20日を以て、フタギはジャスコ（旧社）および岡田屋傘下のオカダヤチェーン、三重県の伊勢志摩地域を拠点とするカワムラと対等合併し、現在のイオンに繋がるジャスコ（2代目）が発足した。フタギに合併を持ち掛けてジャスコ（2代目）の初代社長に就任した岡田は一一を会長に迎えた。そして合併の成功を見届けた一一は岡田に「息子のことを頼む」と言い残し、1980年（昭和55年）8月20日、70歳で亡くなった。フタギの常務であった英徳は1984年（昭和59年）に2代目社長となっている。

## 店舗
1970年（昭和45年）3月の合併時点で27店を展開していた。いずれも兵庫県。
- 本店（姫路市西紺屋町）
- 赤穂店
- 竜野店
- 山崎店
- 広畑店
- 駅デパート店（姫路駅ビル3階）
- 野里店
- 高砂店
- 加古川フードセンター

- 明石店
- 板宿店
- 湊川モードセンター
- 尼崎店
- モードセンター（姫路）
- 相生店
- 下河原店
- 網干店
- 船場店

- 名店街店
- 荒井店
- 加古川モードセンター
- 加古川文化センター
- 明石モードセンター
- 長田店
- 西宮店
- 垂水店
- 湊川スーパー（同名の子会社が運営）